# Yannick Makota
Yannick Daniel Jacques Makota Ngalle (Lione, 20 gennaio 1992) è un calciatore camerunese, attaccante del Racing Losanna.

## Carriera

### Club
Cresciuto nel settore giovanile del Nancy, dal 2010 al 2012 ha militato con la seconda squadra dei biancorossi nella quinta divisione francese. Nel 2012 viene acquistato dal Lyon-La Duchère. L'anno successivo si trasferisce in Inghilterra ai dilettanti del Market Drayton Town. Nel 2014 firma un contratto con il Covilhã, formazione militante nella seconda divisione portoghese. Dal 2015 al 2017 gioca nella sesta divisione francese prima con l'Pays d'Aix e poi con il Marck. Nel 2017 si accasa ai belgi del Francs Borains. Nella stagione 2018-2019 ha militato nel Pobeda, club della massima serie macedone. Nell'estate successiva si accasa ai lussemburghesi del Jeunesse Esch; il 1º gennaio 2020 viene ceduto in prestito agli omaniti del Saham Club. Rimasto svincolato, nell'ottobre 2020 firma un contratto con il Bisceglie in Serie C. Nell'estate del 2021 viene acquistato dagli israeliani dell'Hapoel Umm al-Fahm.

### Nazionale
Nel 2011 viene convocato per il campionato mondiale di categoria dalla nazionale camerunese, con la quale debutta il 2 agosto nella sconfitta per 1-0 contro il Portogallo.

## Statistiche

### Presenze e reti nei club
Statistiche aggiornate al 2 agosto 2021.
| Stagione        | Squadra            | Campionato      | Campionato | Campionato | Coppe nazionali | Coppe nazionali | Coppe nazionali | Coppe continentali | Coppe continentali | Coppe continentali | Altre coppe | Altre coppe | Altre coppe | Totale | Totale |
| Stagione        | Squadra            | Comp            | Pres       | Reti       | Comp            | Pres            | Reti            | Comp               | Pres               | Reti               | Comp        | Pres        | Reti        | Pres   | Reti   |
| --------------- | ------------------ | --------------- | ---------- | ---------- | --------------- | --------------- | --------------- | ------------------ | ------------------ | ------------------ | ----------- | ----------- | ----------- | ------ | ------ |
| 2010-2011       | Nancy 2            | CFA             | 20         | 3          |                 | -               | -               |                    | -                  | -                  |             | -           | -           | 20     | 3      |
| 2011-2012       | Nancy 2            | CFA             | 19         | 1          |                 | -               | -               |                    | -                  | -                  |             | -           | -           | 19     | 1      |
| Totale Nancy 2  | Totale Nancy 2     | Totale Nancy 2  | 39         | 4          |                 | -               | -               |                    | -                  | -                  |             | -           | -           | 39     | 4      |
| 2014-mar. 2015  | Covilhã            | LdH             | 5          | 0          | CP+CdL          | 0+2             | 0               |                    | -                  | -                  |             | -           | -           | 7      | 0      |
| 2015-2016       | Pays d'Aix         | CFA2            | 15         | 5          |                 | -               | -               |                    | -                  | -                  |             | -           | -           | 15     | 5      |
| 2016-2017       | Marck              | CFA2            | 24         | 7          |                 | -               | -               |                    | -                  | -                  |             | -           | -           | 24     | 7      |
| 2018-2019       | Pobeda             | 1L              | 30         | 5          | CM              | 3               | 4               |                    | -                  | -                  |             | -           | -           | 33     | 9      |
| 2019-gen. 2020  | Jeunesse Esch      | DN              | 12         | 5          | CL              | 0               | 0               | UEL                | 4                  | 0                  |             | -           | -           | 16     | 5      |
| 2020-2021       | Bisceglie          | C               | 18+2       | 2+1        |                 | -               | -               |                    | -                  | -                  |             | -           | -           | 20     | 3      |
| 2021-2022       | Hapoel Umm al-Fahm | LL              | 0          | 0          | CI              | 0               | 0               |                    | -                  | -                  |             | -           | -           | 0      | 0      |
| Totale carriera | Totale carriera    | Totale carriera | 145        | 29         |                 | 5               | 4               |                    | 4                  | 0                  |             | -           | -           | 154    | 33     |

### Cronologia presenze e reti in nazionale
| Cronologia completa delle presenze e delle reti in nazionale ― Camerun under 20 | Cronologia completa delle presenze e delle reti in nazionale ― Camerun under 20 | Cronologia completa delle presenze e delle reti in nazionale ― Camerun under 20 | Cronologia completa delle presenze e delle reti in nazionale ― Camerun under 20 | Cronologia completa delle presenze e delle reti in nazionale ― Camerun under 20 | Cronologia completa delle presenze e delle reti in nazionale ― Camerun under 20 | Cronologia completa delle presenze e delle reti in nazionale ― Camerun under 20 | Cronologia completa delle presenze e delle reti in nazionale ― Camerun under 20 |
| Data                                                                            | Città                                                                           | In casa                                                                         | Risultato                                                                       | Ospiti                                                                          | Competizione                                                                    | Reti                                                                            | Note                                                                            |
| ------------------------------------------------------------------------------- | ------------------------------------------------------------------------------- | ------------------------------------------------------------------------------- | ------------------------------------------------------------------------------- | ------------------------------------------------------------------------------- | ------------------------------------------------------------------------------- | ------------------------------------------------------------------------------- | ------------------------------------------------------------------------------- |
| 2-8-2011                                                                        | Cali                                                                            | Portogallo under 20                                                             | 1 – 0                                                                           | Camerun under 20                                                                | Mondiali Under-20 2011 - Fase a gironi                                          | -                                                                               | 63’                                                                             |
| Totale                                                                          |                                                                                 | Presenze                                                                        | 1                                                                               |                                                                                 | Reti                                                                            | 0                                                                               |                                                                                 |